# ユミリーの素敵な扉
『ユミリーの素敵な扉』（ユミリーのすてきなとびら）は、2008年9月29日から2013年4月1日（3月31日深夜）までニッポン放送で放送されていたラジオ番組である。大和書房の一社提供。

## 概要
2007年10月から同局で放送されていた『ユミリーの素敵な時間』のリニューアル版で、引き続き建築デザイナーの直居由美里がパーソナリティを、ニッポン放送アナウンサーの吉田尚記がアシスタントを務めていた。建築に風水を取り入れている直居は、本番組での時事ネタトークやリスナーへのアドバイスも風水での観点から行っていた。聴視率（聴取率）調査週間には2週続けてゲストを招いていた。

## 放送時間
いずれも日本標準時。
- 月曜 20:30 - 21:00 （2007年10月 - 2008年9月8日）
- 月曜 21:30 - 21:50 （2008年9月29日 - 2009年3月23日）
- 月曜 00:30 - 01:00 （日曜深夜、2009年4月6日 - 2012年4月2日）
- 月曜 00:30 - 00:50 （日曜深夜、2012年4月9日 - 2013年4月1日）

## コーナー
風水ヒットチャート → ユミリーランキング → 風水ここが知りたい
直居が新聞やテレビで話題の時事ネタをランキング方式で取り上げ、それらを風水での観点から解説していたコーナー。「風水ここが知りたい」へのリニューアル後にはランキング方式で取り上げるのをやめていた。
ユミリー予備校 → ユミリークリニック
番組のリスナーと携帯電話向け登録サイトの会員から寄せられた悩み相談に直居が応えていたコーナー。直居は、相談者へのアドバイスを本人たちの名前と誕生日をもとにして行っていた。